# Heiligensee (See)
Der Heiligensee liegt im Berliner Bezirk Reinickendorf im gleichnamigen Ortsteil Heiligensee. Der 35,1 Hektar große Landsee ist mit der Havel verbunden und von dieser aus mit einem Wassertor gesperrt.

## Geschichte
Über viele Jahre hatte der See zahlreiche Besitzer. Seit Anfang des 20. Jahrhunderts befindet sich der See im Besitz der Familie Voormann aus Berlin-Frohnau, die In Berlin-Heiligensee zahlreiche weitere Grundstücke besaß. Im Zuge der Inflation mussten diese Grundstücke veräußert werden, allein der Heiligensee verblieb im Besitz der Familie Voormann. Der Hautarzt Dr. Maximilian Voormann legte großen Wert auf Naturschutz und rettete das Biotop vor Zerstörungen. Nach dessen Tod 1982 ging der Besitz auf seine Söhne Max, Michael und Klaus Voormann über, die weiterhin Wert auf Naturschutz legten. Das Befahren des Sees mit Motorbooten wurde verboten und an den Ufern Bäume gepflanzt, sodass sich z. B. Biber ansiedelten und Schilfbewuchs intakt blieb. Der See steht seit 1969 unter Landschaftsschutz.
In der Sandhauser Straße 132–140 befindet sich ein Freibad. An der Straßenbrücke, unter der der Heiligensee mit der Havel verbunden ist, befindet sich eine Holzplattform, von der aus ein Überblick über den See möglich ist.